# 巴尔德莫拉莱斯
巴尔德莫拉莱斯，是西班牙埃斯特雷马杜拉卡塞雷斯省的一个市镇。总面积10平方公里，总人口260人（2001年），人口密度26人/平方公里。